# Englische Frauen-Cricket-Nationalmannschaft in Südafrika in der Saison 1960/61
Die Tour der englischen Cricket-Nationalmannschaft nach Südafrika in der Saison 1960/61 fand vom 2. Dezember 1960 bis zum 16. Januar 1961 statt. Die internationale Cricket-Tour war Bestandteil der Internationalen Cricket-Saison 1960/61 und umfasste vier WTests. England gewann die Serie 1–0.

## Vorgeschichte
Für beide Teams war es die erste Tour der Saison. Dies war die erste offizielle internationale Tour die Südafrika bestritt.

## Stadien
Die folgenden Stadien wurden für die Tour ausgewählt.
| Stadion                  | Stadt          | Kapazität | Spiele   |
| ------------------------ | -------------- | --------- | -------- |
| Sahara Stadium Kingsmead | Durban         | 25.000    | 3. WTest |
| Wanderers Stadium        | Johannesburg   | 34.000    | 2. WTest |
| Newlands Cricket Ground  | Kapstadt       | 25.000    | 4. WTest |
| St George’s Park         | Port Elizabeth | 19.000    | 1. WTest |

## Kaderlisten
Die folgenden Kader kamen bei der Tour zum Einsatz.
| WTest | WTest |
| Südafrika | England |
| --- | --- |
| - Sheila Nefdt (K) - Barbara Cairncross - Jennifer Gove - Pamela Hollett - Eileen Hurly - Joy Irwin - Audrey Jackson - Patricia Klesser (wk) - Eleanor Lambert (wk) - Beverly Lang - Jean McNaughton - Yvonne van Mentz - Maureen Payne - Lorna Ward - Dulcie Wood | - Helen Sharpe (K) - Rachael Heyhoe - Mollie Hunt - Esme Irwin - Ann Jago - Polly Marshall - Sheila Plant - Barbara Pont - Alison Ratcliffe - Margaret Rutherford - Anne Sanders - Katherine Smith - Ruth Westbrook (wk) |

## Women’s Tests

### Erster WTest in Port Elizabeth
| 2. – 5. Dezember Scorecard | Port Elizabeth | Südafrika 211 (90.2) & 260-8 (139) | – | England 187 (76.1) & 202-4 (59) |
|                            |                | Remis                              |   |                                 |

Südafrika gewann den Münzwurf und entschied sich als Schlagmannschaft zu beginnen. Für sie bildeten die Eröffnungs-Batterin Eleanor Lambert mit der dritten Schlagfrau Pamela Hollett eine Partnerschaft. Lambert schied nach 12 Runs aus und wurde durch Barbara Cairncross gefolgt. Hollett erreichte 13 Runs, woraufhin Sheila Nefdt ins Spiel kam. Nachdem Cairncross 24 Runs erzielt hatte, folgte ihr Eileen Hurly. Daraufhin verlor Nefdt ihr Wicket ebenfalls nach 24 Runs und die ihr folgende Yvonne van Mentz gelangen 11 Runs. Audrey Jackson schied dann mit dem letzten Wicket des Innings nach 11 Runs aus, als Hurly bei 96* Runs stand. Beste englische Bowlerin war Anne Sanders mit 4 Wickets für 57 Runs. Für England formte Eröffnungs-Batterin Helen Sharpe mit der dritten Schlagfrau Ruth Westbrook eine Partnerschaft. Sharpe gelangen 20 Runs, woraufhin Alison Ratcliffe aufs Feld kam, und der tag beim Stand von 89/2 endete. Am zweiten Spieltag schied Westbrook nach einem Fifty über 58 Runs aus und kurz darauf auch Ratcliffe nach 14 Runs. Rachael Heyhoe formte daraufhin eine weitere Partnerschaft mit Polly Marshall. Heyhoe konnte 14 Runs erzielen und Marshall 32 Runs. Sheila Plant erzielte bis zum Verlust des letzten Wicket des Innings 16 weitere Runs und verkürzte so den Rückstand nach dem ersten Innings auf 24 Runs. Beste südafrikanische Bowlerin war Lorna Ward mit 4 Wickets für 47 Runs. Für Südafrika begannen Eröffnungs-Batterin Eleanor Lambert und die dritte Schlagfrau Pamela Hollett. Hollett gelangen 21 Runs, woraufhin Eileen Hurly ins Spiel kam. Lambert erzielte 34 Runs und wurde gefolgt durch Sheila Nefdt. Hurly schied nach 38 Runs aus und der Tag endete beim Stand von 121/5. Am dritten Tag erzielte Yvonne van Mentz 15 Runs und Jennifer Gove 40 Runs, woraufhin Lorna Ward ins Spiel kam. Als Nefdt ein Fifty über 62* Runs erreichte und Ward 17* Runs, deklarierte Südafrika das Innings. Beste englische Bowlerin war Esme Irwin mit 3 Wickets für 42 Runs. Für England bildeten Katherine Smith und Hellen Shape die Eröffnungs-Partnerschaft. Smith schied nach 29 Runs aus und Ruth Westbrook erreichte 20 Runs. Sie wurde gefolgt durch Alison Ratcliffe und Sharpe erzielte 49 Runs. Die hineinkommende Rachael Heyhoe erreichte 17 Runs und wurde durch Polly Marshall gefolgt. Ratcliffe stand bei 37* Runs und Marshall bei 21* Runs als der Tag endete und damit das Spiel endete. Beste südafrikanische Bowlerin war Jennifer Gove mit 2 Wickets für 34 Runs.

### Zweiter WTest in Johannesburg
| 13. – 16. Januar Scorecard | Johannesburg | England 351-6d (104) | – | Südafrika 134 (95) & 140-8 (82) (f/o) |
|                            |              | Remis                |   |                                       |

England gewann den Münzwurf und entschied sich als Schlagmannschaft zu beginnen. Für England bildete die Eröffnungs-Batterin Polly Marshall mit der dritten Schlagfrau Ruth Westbrook eine Partnerschaft. Westbrook schied nach 29 Runs aus und wurde durch Alison Ratcliffe ersetzt. Marshall gelang ein Fifty über 81 Runs und die ihr folgende Rachael Heyhoe erzielte 51 und Mollie Hunt 29 Runs. Es folgte Anne Sanders, bevor Ratcliffe nach einem Fifty über 95 Runs ausschied. Als Sanders 40* Runs erzielt hatte deklarierte England beim Stand von 351/6 das Innings. Beste südafrikanische Bowlerin war Yvonne van Mentz mit 4 Wickets für 95 Runs. Südafrika verlor früh zwei Wickets, bevor Pamela Hollett 15 Runs erreichte. Nachdem Beverly Lang ins Spiel gekommen war, endete der Tag beim Stand von 25/3. Nach einem Ruhetag schied Lang nach 12 Runs aus, und der Tag endete beim Stand von 70/6. Am dritten Tag formten Eileen Hurly und Yvonne van Mentz eine Partnerschaft. Hurly erreichte 37 Runs und von Mentz 17. Jennifer Gove verlor bis zum Verlust des letzten Wickets des Innings noch 13 weitere Runs und so endete das Innings mit einem Rückstand von 217 Runs. Daraufhin forderte England das Follow-on ein. Beste englische Bowlerinnen waren Esme Irwin mit 4 Wickets für 46 Runs und Polly Marshall mit 3 Wickets für 14 Runs. In ihrem zweiten Innings begannen für Südafrika Eleanor Lambert und Beverly Lang. Lambert erreichte 17 Runs und die ihr folgende Pamela Hollett 12 weitere. Lang gelang ein Fifty über 51 Runs und in der Folge konnten Sheila Nefdt 13 und Yvonne van Mentz 11 Runs erzielen. Kurz darauf endete der Tag und das Spiel und Südafrika konnte mit zwei Wickets das Remis retten.

### Dritter WTest in Durban
| 31. Dezember – 3. Januar Scorecard | Durban | Südafrika 151 (102.4) & 166 (127.3) | – | England 269-8d (95.5) & 49-2 (19) |
|                                    |        | England gewinnt mit 8 Wickets       |   |                                   |

Südafrika gewann den Münzwurf und entschied sich als Schlagmannschaft zu beginnen. Für sie begannen Beverly Lang und Joy Irwin als Eröffnungs-Batterinnen. Lang erzielte 22 Runs und Irwin 20 weitere. Die nächste Partnerschaft formten Sheila Nefdt und Eileen Hurly. Hurly schied nach 20 Runs aus und Nefdt konnte 25 Runs erzielen. Daraufhin kam Jennifer Gove aufs Feld und an ihrer Seite erzielte Jean McNaughton 15 Runs. Als das letzte Wicket des Innings fiel, hatte gove 18* Runs erreicht. Beste englische Bowlerinnen waren Anne Sanders mit 4 Wickets für 41 Runs und Alison Ratcliffe mit 4 Wickets für 50 Runs. Für England bildeten die Eröffnungs-Batterinnen Polly Marshall und Helen Sharpe eine Partnerschaft und beendeten den Tag beim Stand von 69/0. Nach einem Ruhetag Schied Marshall nach 47 Runs aus und Ruth Westbrook gelangen 15 weitere. Nachdem Alison Ratcliffe aufs Feld gekommen war, verlor Sharpe nach einem Century über 126 Runs ihr Wicket. Sie wurde gefolgt durch Anne Sanders. Ratcliffe erreichte 36 Runs und Sanders verlor ih Wicket nach 14 Runs. Daraufhin deklarierte England bei einem Vorsprung von 118 Runs das Innings. Beste südafrikanische Bowlerin war Jean McNaughton mit 6 Wickets für 39 Runs. Südafrika verlor in seinem zweiten Innings früh drei Wickets, bevor Sheila Nefdt und Eileen Hurly eine Partnerschaft formten. Hurly schied nach 11 Runs aus und wurde durch Barbara Cairncross ersetzt. Daraufhin endete der Tag beim Stand von 60/4. Am dritten Spieltag schied Cairncross nach 20 Runs aus und Nefdt gelang ein Fifty über 68 Runs. Jennifer Gove konnte dann bis zum Ende des Innings noch 17 Runs erzielen und so England mit einer Vorgabe von 49 Runs zurück an den Schlag bringen. Beste englische Bowlerin war Anne Sanders mit 3 Wickets für 28 Runs. Für England bildete Eröffnungs-Batterin Polly Marshall zusammen mit der dritten Schlagfrau Ruth Westbrook eine Partnerschaft. Marshall gelangen 15 Runs und Westbrook konnte dann mit 22* Runs die Vorgabe einholen. Beste südafrikanische Bowlerin war Jennifer Gove mit 2 Wickets für 22 Runs.

### Vierter WTest in Kapstadt
| 13. – 16. Januar Scorecard | Kapstadt | England 223 (108.3) & 234-4d (88) | – | Südafrika 266-8d (137) & 126-4 (37) |
|                            |          | Remis                             |   |                                     |

England gewann den Münzwurf und entschied sich als Schlagmannschaft zu beginnen. Für sie bildete die Eröffnungs-Batterin Polly Marshall mit der dritten Schlagfrau Ruth Westbrook eine Partnerschaft. Marshall erzielte ein Fifty über 56 Runs und wurde gefolgt durch Alison Ratcliffe. Ruth Westbrook gelang ebenfalls ein Fifty über 87 Runs, woraufhin Rachael Heyhoe aufs Feld kam. Ratcliffe erzielte 32 Runs und Hayhoe gelangen 18 Runs. Als das letzte Wicket fiel, hatte England insgesamt 223 Runs erreicht. Beste südafrikanische Bowlerin war Lorna Ward mit 5 Wickets für 18 Runs. Südafrika beendete ohne Verlust eines Wickets den Tag beim Stand von 10/0. Am zweiten Spieltag formte Eröffnungs-Batterin Beverly Lang zusammen mit der dritten Schlagfrau Jennifer Gove eine Partnerschaft. Lang erzielte 28 Runs und die hineinkommende Eileen Hurly 15 weitere. Nachdem Yvonne van Mentz ins Spiel gekommen war, schied auch Gove nach 34 Runs aus. An der Seite von van Mentz konnte Audrey Jackson 24 und Jean McNaughton 28 Runs erzielen. Als van Mentz ein Century über 105 Runs erreicht hatte, endete der Tag mit einem Vorsprung von 43 Runs für Südafrika. Nach einem Ruhetag deklarierte Südafrika das Innings. Beste englische Bowlerinnen waren Anne Sanders mit 2 Wickets für 38 Runs und Margaret Rutherford mit 2 Wickets für 51 Runs. Für England formten die Eröffnungs-Batterinnen Polly Marshall und Helen Sharpe eine Partnerschaft. Marschall gelang ein Fifty über 63 Runs und kurz darauf schied auch Sharpe nach 70 Runs aus. Daraufhin bildete Ruth Westbrook zusammen mit Anne Sanders eine Partnerschaft. Als England einen Vorsprung von 194 Runs hatte deklarierten sie das Innings. Westbrook erzielte dabei 42* Runs und Sanders 29* Runs. Beste südafrikanische Bolwerin war Jennifer Gove mit 3 Wickets für 57 Runs. Für Südafrika begannen in ihrem zweiten Innings abermals Beverly Lang und Sheila Nefdt. Nefdt schied nach 11 Runs aus und die ihr folgende Jennifer Gove 21 weitere. Nachdem Eileen Hurly aufs Feld gekommen war, verlor Lang ihr Wicket nach einem Fifty über 58 Runs. Daraufhin kam Yvonne van Mentz aufs Feld und Hurly schied nach 12 Runs aus. kurz darauf endete der Tag als van Mentz 21* Runs erreicht hatte und das Spiel endete im Remis. Beste englische Bowlerin war Alison Ratcliffe mit 3 Wickets für 33 Runs.

## Statistiken
Die folgenden Cricketstatistiken wurden bei dieser Tour erzielt.
| Tests            | Tests      | Tests   | Tests   | Tests   | Tests   | Tests   | Tests   | Tests   |
| Batting          | Batting    | Batting | Batting | Batting | Batting | Batting | Batting | Batting |
| Spieler          | Mannschaft | Spiele  | Innings | Runs    | Average | HS      | 100s    | 50s     |
| ---------------- | ---------- | ------- | ------- | ------- | ------- | ------- | ------- | ------- |
| Polly Marshall   | England    | 4       | 7       | 315     | 52,50   | 81      | 0       | 3       |
| Helen Sharpe     | England    | 4       | 7       | 279     | 39,85   | 126     | 1       | 1       |
| Ruth Westbrook   | England    | 4       | 7       | 273     | 54,60   | 87      | 0       | 2       |
| Eileen Hurly     | Südafrika  | 4       | 8       | 240     | 34,28   | 96*     | 0       | 1       |
| Alison Ratcliffe | England    | 4       | 7       | 226     | 45,20   | 95      | 0       | 1       |
| Bowling          |            |         |         |         |         |         |         |         |
| Spieler          | Mannschaft | Spiele  | Overs   | Wickets | Average | BBI     | 5W      | 10W     |
| Anne Sanders     | England    | 4       | 164.3   | 17      | 14,82   | 4/41    | 0       | 0       |
| Alison Ratcliffe | England    | 4       | 70.0    | 12      | 17,58   | 4/50    | 0       | 0       |
| Emse Irwin       | England    | 4       | 176.0   | 10      | 25,00   | 4/46    | 0       | 0       |
| Lorna Ward       | Südafrika  | 4       | 96.3    | 9       | 25,33   | 5/18    | 1       | 0       |
| Jennifer Gove    | Südafrika  | 4       | 107.5   | 9       | 30,55   | 3/57    | 0       | 0       |

### Folgen
Nach der Tour verschlechterten sich die internationalen Beziehungen Südafrikas in Folge der Apartheid. In Folge der Affaire um Basil D’Oliveira nahmen internationale Teams Abstand davon an Sportereignissen in Südafrika teilzunehmen. Eine weiter geplante Tour gegen England 1968 kam daraufhin nicht zustande und es sollte bis zur Saison 1971/72 dauern bevor Südafrika gegen Neuseeland abermals eine Tour absolvierte. Dies war dann die letzte bis in die 1990er Jahre.